# Ingénieur d'affaires
L'ingénieur d'affaires est à la fois un technicien, un commercial et une personne de relations. Proche de la direction, il peut être associé aux choix stratégiques et à la présentation des résultats. Son activité s'exerce en lien direct avec tous les services de l'entreprise et sa responsabilité s'étend aux fournisseurs et aux sous-traitants liés aux projets dont il a la charge.
Un ingénieur d'affaires assure la prise en charge complète d'un projet complexe. Il intervient dès la réponse à un appel d'offres d'un client. Il négocie et conclut des contrats. Il s'implique dans la coordination de la réalisation du projet en garantissant le respect des engagements pris.

## Environnement relationnel
L'ingénieur d'affaires est rattaché soit à une direction technique de l'entreprise, soit à une direction commerciale.
Il peut travailler en collaboration avec un ou plusieurs ingénieurs technico-commerciaux. Il travaille en liaison permanente avec la direction technique du client, avec les équipes chargées de la réalisation de son entreprise ainsi qu'avec l'équipe commerciale de son entreprise. Il a un rôle de facilitateur des échanges et il est un pivot des relations.

## Formation
Ce métier nécessite une double compétence technique et commerciale.
En entreprises, le profil de l'ingénieur d'affaires se dessine principalement avec son expérience. Ainsi, l'ingénieur d'affaires peut avoir un bagage en école d'ingénieur ou en école de commerce. À défaut d'expérience, il peut développer ses aptitudes complémentaires avec une formation commerciale ou technique. La formation par alternance permet de travailler la double compétence au cours de la même période du cursus scolaire.

## Salaire
Le salaire moyen d'un ingénieur d'affaires en France est de 53 000 euros bruts annuels, dont 14 000€ de variable.